# Walter II. (Vexin)
Walter II. der Weiße (franz.: Gautier le Blanc; † nach 1017) war ein Graf von Vexin, Amiens, Valois, Mantes und vermutlich auch von Gâtinais im 9. und 10. Jahrhundert. Er war ein Sohn des Grafen Walter I. († nach 991).
Verheiratet war er mit einer Dame Adela, deren Herkunft unklar ist. Ihre Kinder waren:
- Drogo († 1035), Graf von Vexin, Amiens und Mantes
- Rudolf III. († 1060), Graf von Valois
- Fulko, Bischof von Amiens
- N.N. Tochter, ⚭ mit Graf Hugo I. von Meulan
- ? Walter I., Herr von Guise

Basierend auf einen Brief des Abts Abbo von Saint-Benoît-de-Fleury an Papst Gregor V. aus dem Jahr 997 stellten die französischen Genealogen Christian Settipani und Eduard de Saint-Phalle die These auf, wonach Walter nach 991 auch als Graf von Gâtinais amtierte. In dem Brief werden Q[u]auz[fridus], nepos des Wal[terius] comitis de castro Nantonis, … erwähnt, die mit Gottfried und seinem Onkel Walter II. von Vexin und zu identifizieren sind. Demnach habe Walter nach dem Tod seines Bruders, Graf Gottfried I. († nach 991), seinen ersten Neffen Gottfried verdrängt und die Regentschaft für seinen noch unmündigen zweiten Neffen Aubry übernommen.